# Buddenbrookhuset

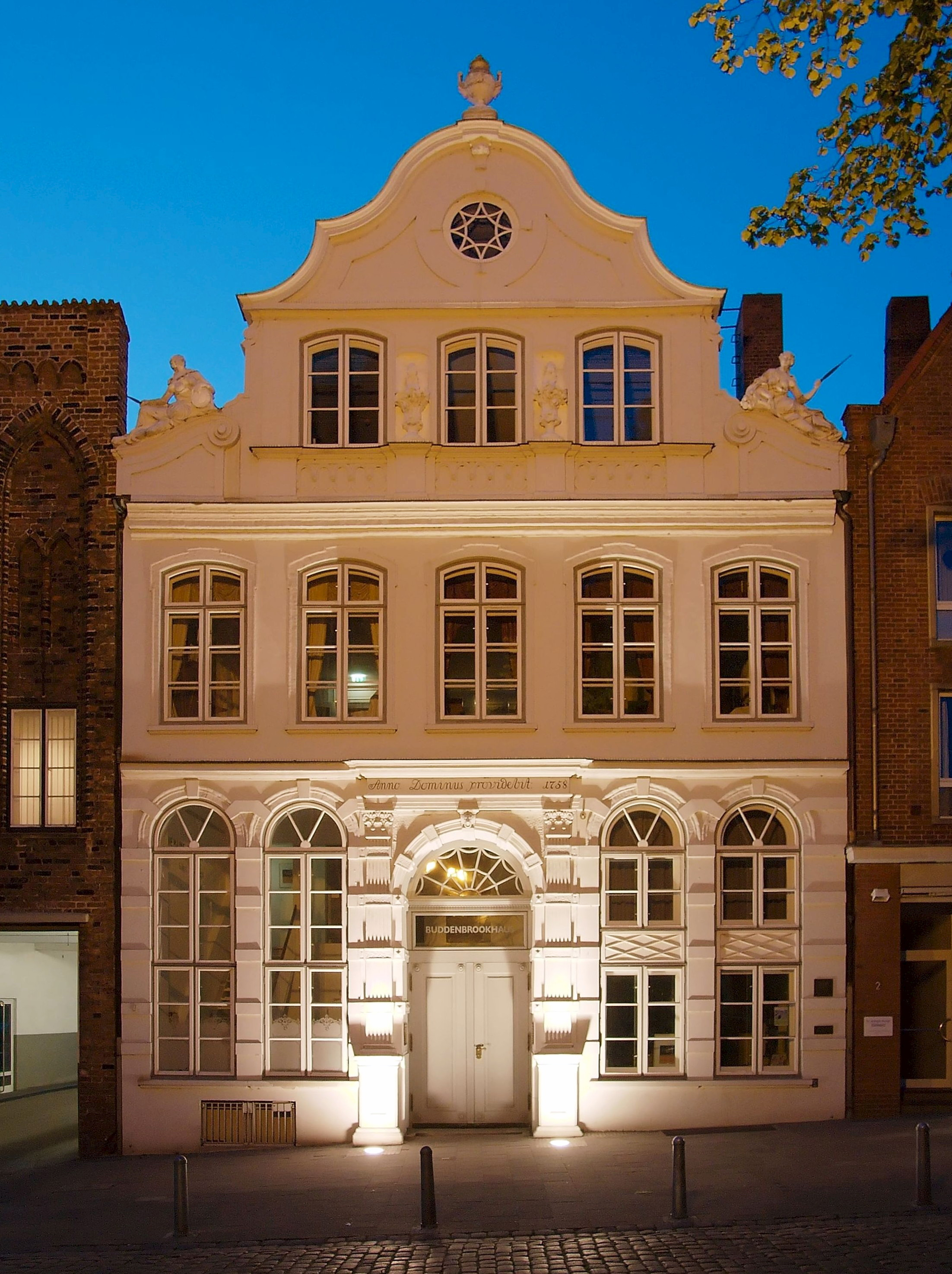
Buddenbrookhuset, gatufasad, 2008.

Buddenbrookhuset (tyska das Buddenbrookhaus), även kallat Heinrich-und-Thomas-Mann-Zentrum, är en minnesplats och ett litteraturmuseum i Lübeck i Nordtyskland. Husets huvudvåning vid Mengstraße 4 i centrala Lübeck beboddes under 1800-talets andra hälft av familjen Mann och blev känt genom Thomas Manns berömda roman Buddenbrooks: Verfall einer Familie, som gav honom Nobelpriset i litteratur 1929. I maj 1993 invigdes museet som på ett åskådligt sätt visar författarfamiljen Manns och romanfamiljen Buddenbrooks historik. Idag är Buddenbrookhuset plats för permanenta och tillfälliga utställningar samt för forskning, föreläsningar och workshops.

## Huset

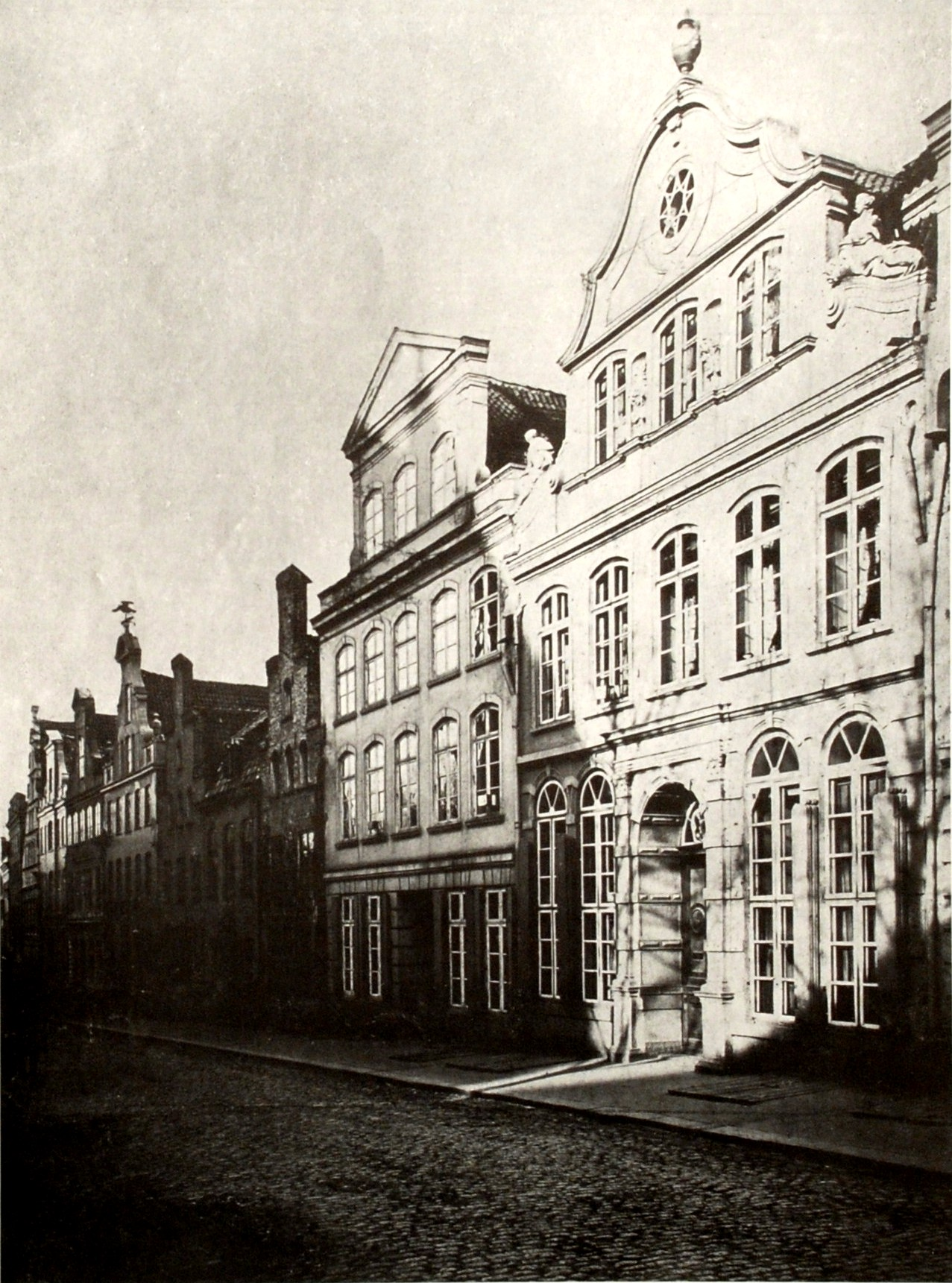
Buddenbrookhuset, gatufasad, 1870-tal.

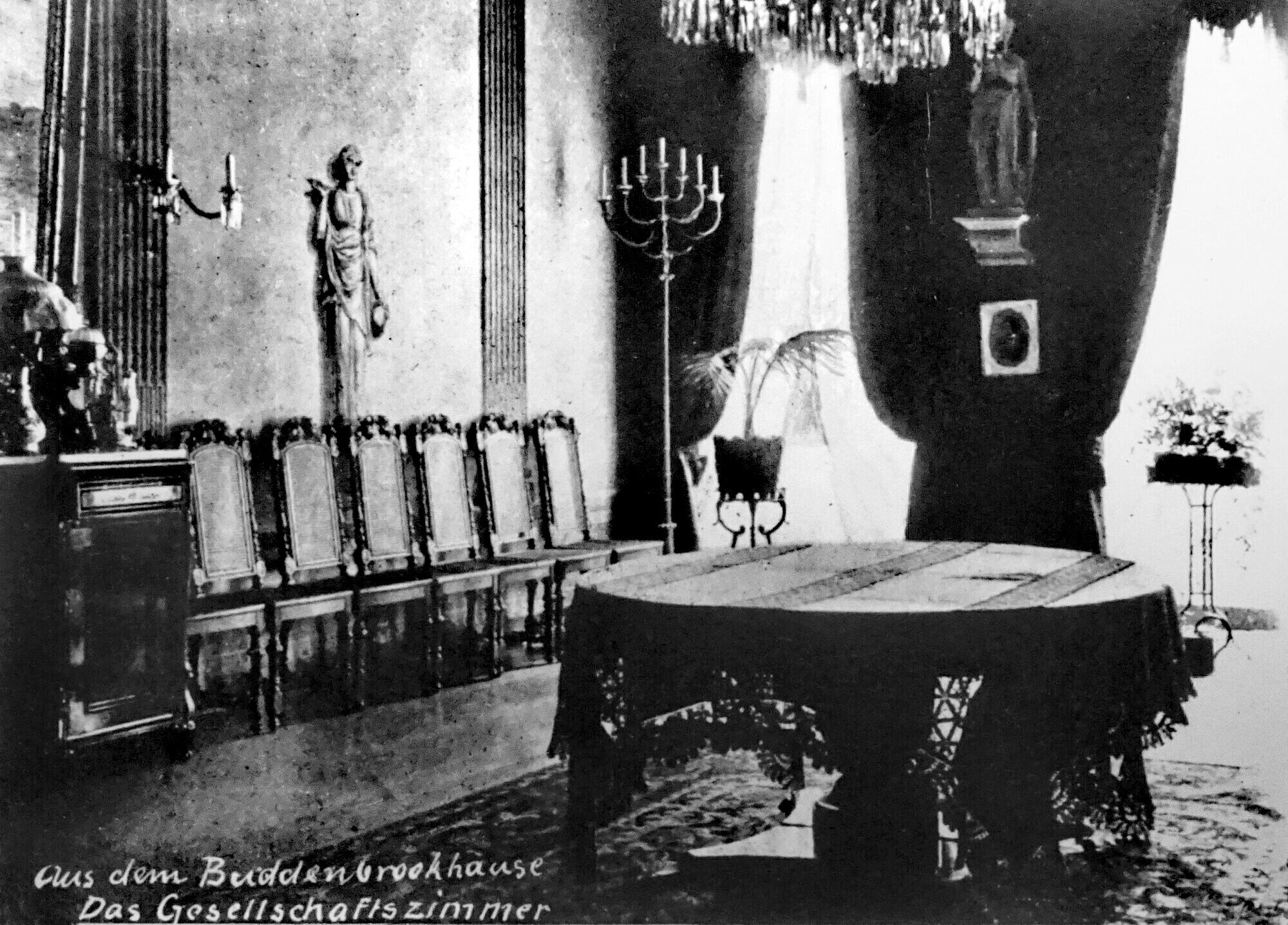
Matsalen / Sällskapsrummet, 1890-tal.

Byggnaden hade ursprungligen ett planmått på 12x29 meter och uppfördes 1758 på initiativ av köpmannen och Novgorodfararen Johann Michael Croll (1706–1777). Tomten var bebyggd redan på 1280-talet. Den fortfarande existerande inskriptionen över entréportalen ”Dominus providebit 1758” påminner om året för färdigställandet. Huset byggdes i två våningar med källare och en smalare takvåning bakom en vitputsad barockfasad. Gaveln kröns av en urna och smyckas av två figurer som symboliserar ”tiden” och ”välståndet”. 
Mot gatan inrättades köpmannens affärslokaler med bland annat plats för tillfällig lagring av varor. På samma våningsplan låg köket och rum för tjänstefolk och anställda. Härifrån ledde en trappa till husets ”belétage” (huvudvåningen) med ägarens bostad. Våningens betydelse visades utåt genom sin fönsteraxel bestående av fem extra höga fönster mot gatan. Här låg bland annat matsalen och landskapsrummet som förekommer i romanen Buddenbrooks. Vindsvåningen var ursprungligen lager. 
År 1777 övertogs rörelsen och huset av sonen Johann Wilhelm Croll (1753–1807). Liksom fadern var även han Novgorodfarare. Han bodde här med hustru och sju barn. Vid sin död 1807 övertog sonen Johannes Croll (1798–1847) företaget. Han var då fortfarande ett barn men det enda som fanns kvar av familjens stora barnaskara. 1824 lät han renovera byggnaden efter ritningar av den danske arkitekten Joseph Christian Lillie (1760–1827) som hade flera liknade uppdrag för Lübecks välbärgade borgare.

## Mann köper huset
År 1842 sålde Johannes Croll fastigheten till köpmannen Johann Siegmund Mann d.y. (1797–1863) som inrättade sitt handelsföretag här. Huset blev sedermera Manns stamhus under flera generationer. Heinrich och Thomas Mann föddes inte i huset men deras farmor, Elisabeth Mann (född Marty), bodde här fram till sin död den 6 december 1890. År 1891 såldes fastigheten som 1894 övertogs av tyska staten.

## Husets vidare öden

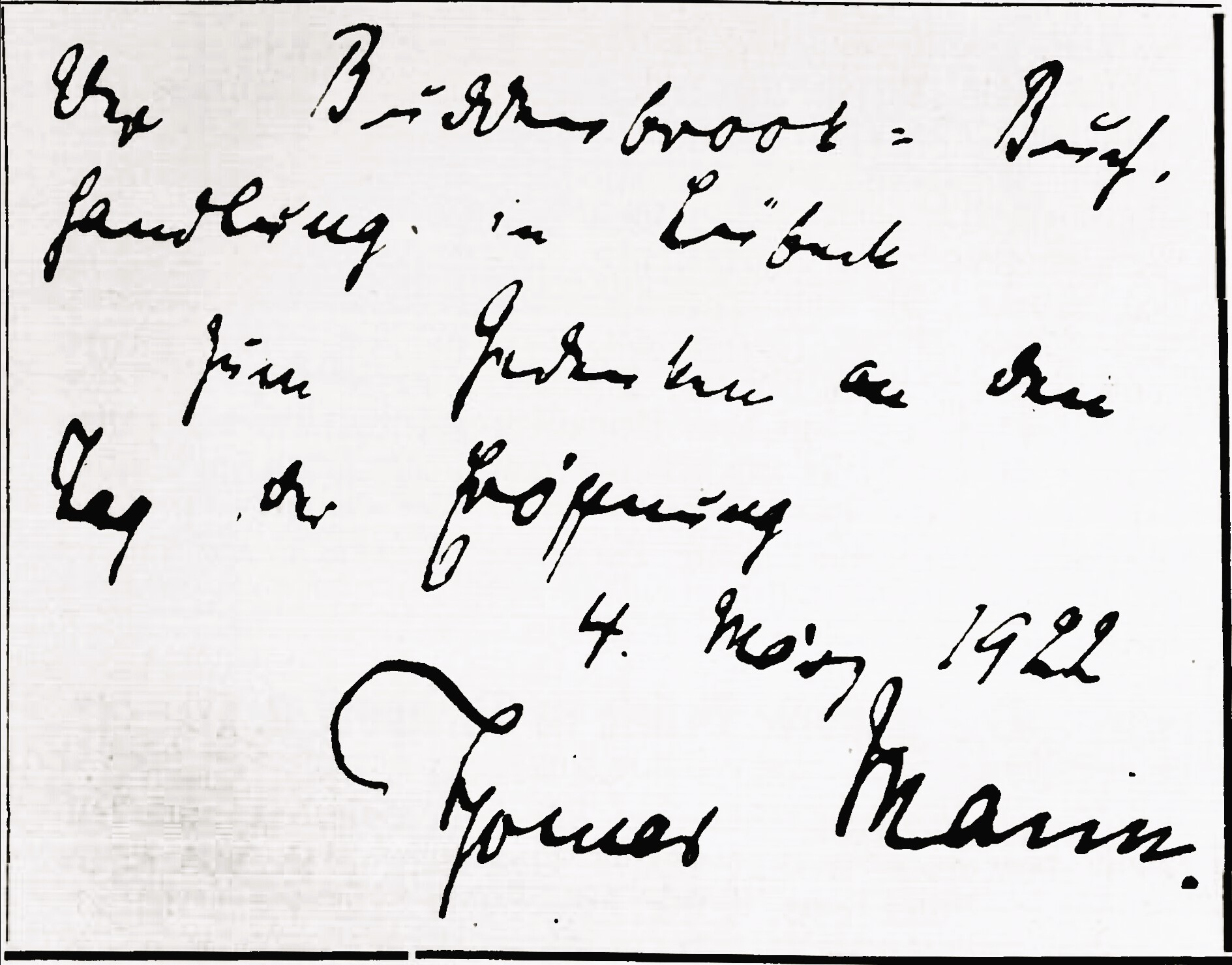

Den nye ägaren rev gårdshuset och byggde om gathuset som nyttjades för bland annat saluhall, föreläsnings- och lotterisal samt kontor för olika statliga myndigheter. Mellan 1922 och 1929 fanns en bokhandel i huset, Buddenbrook-Buchhandlung, som invigdes i närvaro av Thomas Mann. Den 20 mars 1942, under andra världskriget, förstördes en stor del av Lübecks historiska stadskärna, så även Buddenbrookhuset där bara en fönsterlös fasad och källarvalven stod kvar. Mellan 1957 och 1958 följde återuppbyggnaden med förändrad planlösning men med en originaltrogen rekonstruktion av gatufasaden.

## Museet
År 1975 anordnades ett Thomas Mann-rum i husets mellanvåning. 1991 förvärvade staden Lübeck huset med avsikt att inrätta Heinrich-und-Thomas-Mann-Zentrum, som invigdes den 6 maj 1993 samtidigt med Lübecks 850-årsjubileum som stad. Det var 92 år efter att romanen Buddenbrooks publicerades för första gången, romanen som gav Mann Nobelpriset i litteratur 1929 och som gav huset sitt namn. Sedan dess nyttjas Buddenbrookhuset som plats för permanenta och tillfälliga utställningar samt för forskning, föreläsningar och workshops. 
I permanentutställningen "Die Buddenbrooks - en sekelroman" blir en bit världslitteratur levande medan den andra permanenta utställningen "Familjen Mann - en författarfamilj" berättar kronologiskt om livet och arbetet inom familjen Mann. Två rum (matsalen och landskapsrummet) är inredda efter beskrivningar i romanen. För forskning finns Samuel Fischer-biblioteket tillgängligt. Museet är öppet dagligen för allmänheten och kan besökas på egen hand eller i samband med visningar. Informationstavlor är avfattade i tre språk: tyska, engelska och svenska. År 2000 belönades de båda permanentutställningarna med Europarådets museipris.

## Husets disposition
- Källarvåningen: Historiskt källarvalv, modell av Buddenbrookhuset, arkiv, toaletter, garderob
- Bottenvåningen: Entré, shop, "Familjen Mann - en författarfamilj" (permanent utställning)
- Mellanvåningen: Plats för tillfälliga utställningar och evenemang
- Huvudvåningen: Rekonstruktioner av matsalen och landskapsrummet, "Buddenbrooks - en sekelroman" (permanent utställning), bibliotek (tillgängligt efter överenskommelse)

## Bilder

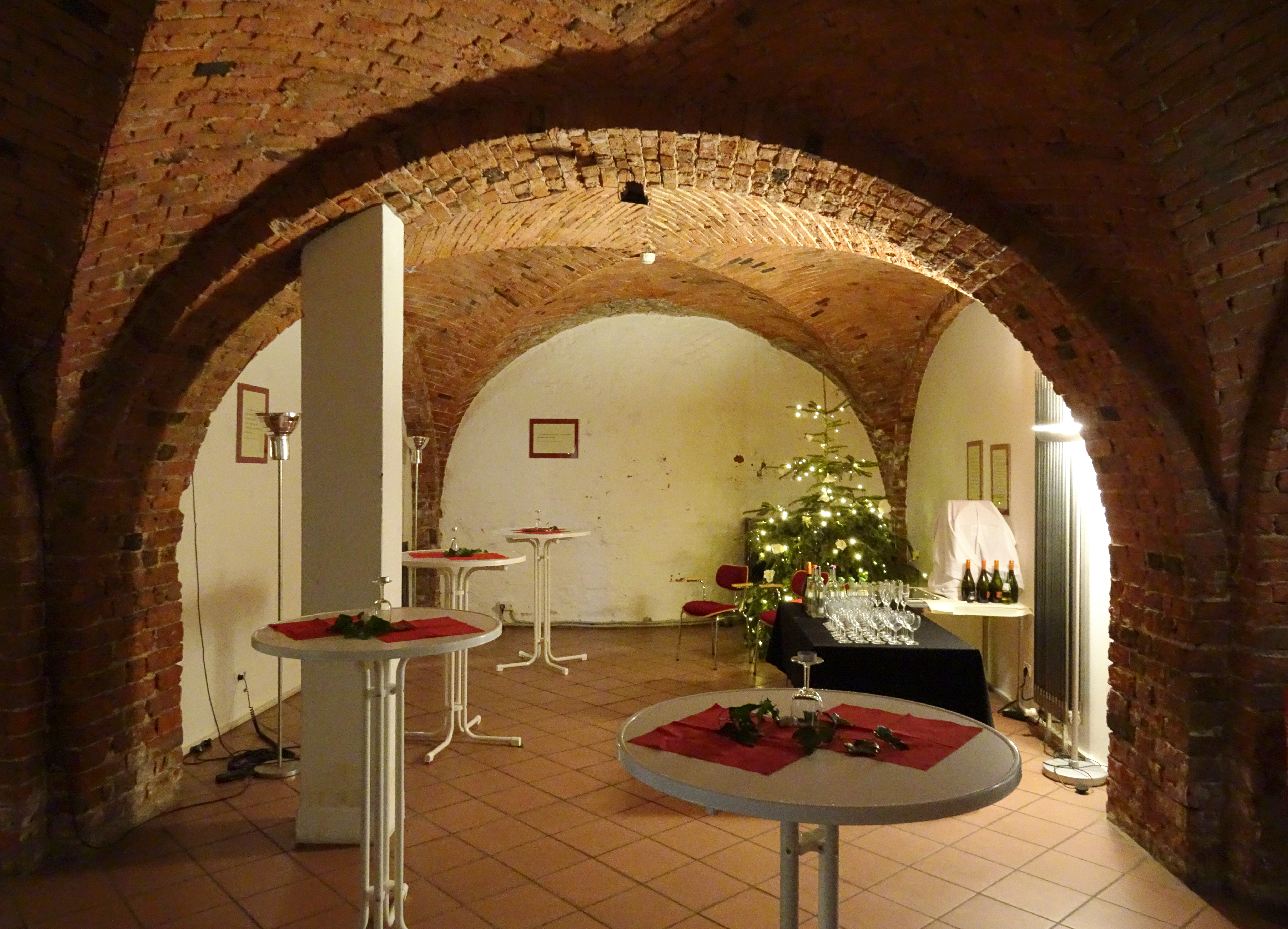
Historiskt källarvalv
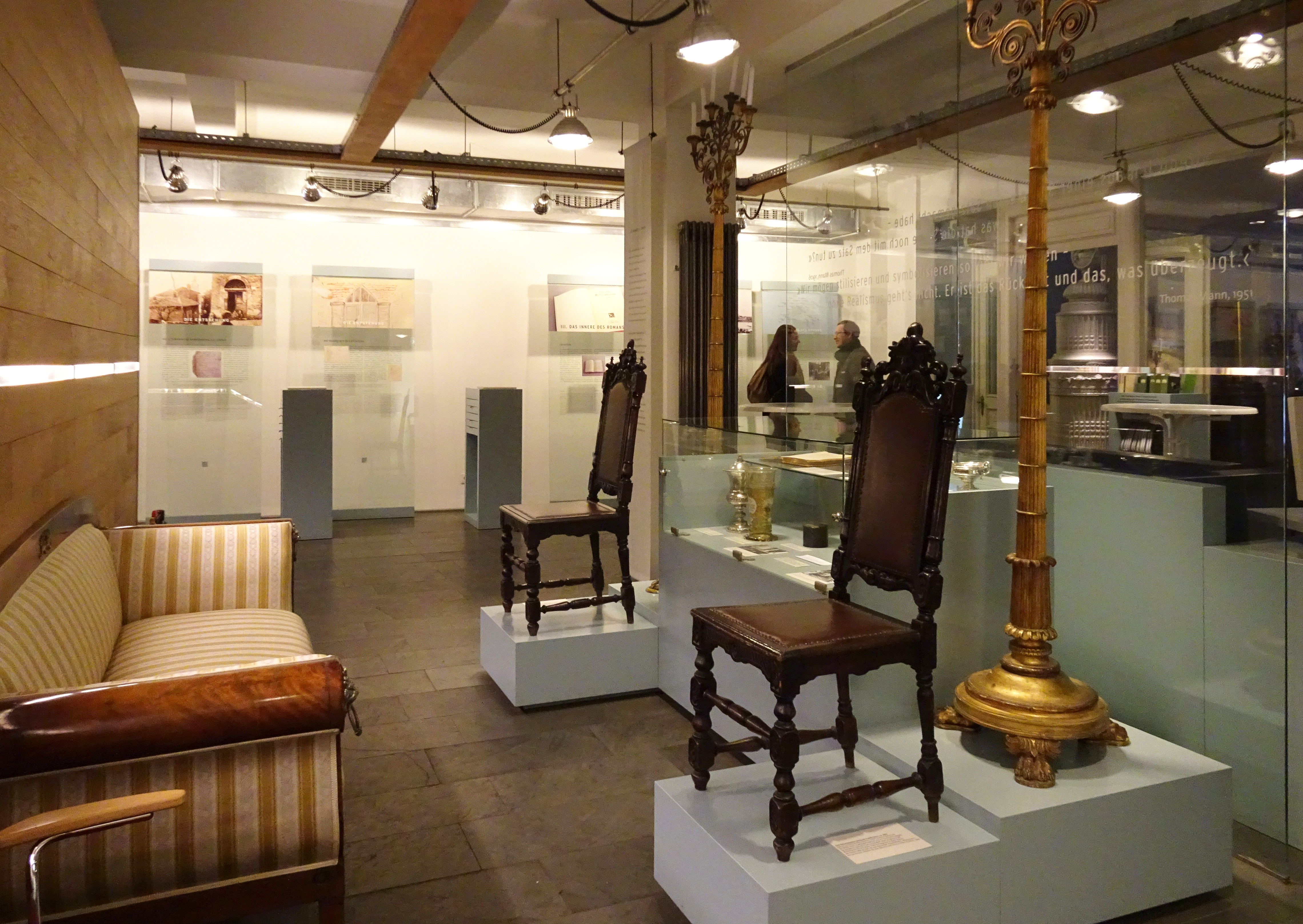
Utställning i huvudvåningen
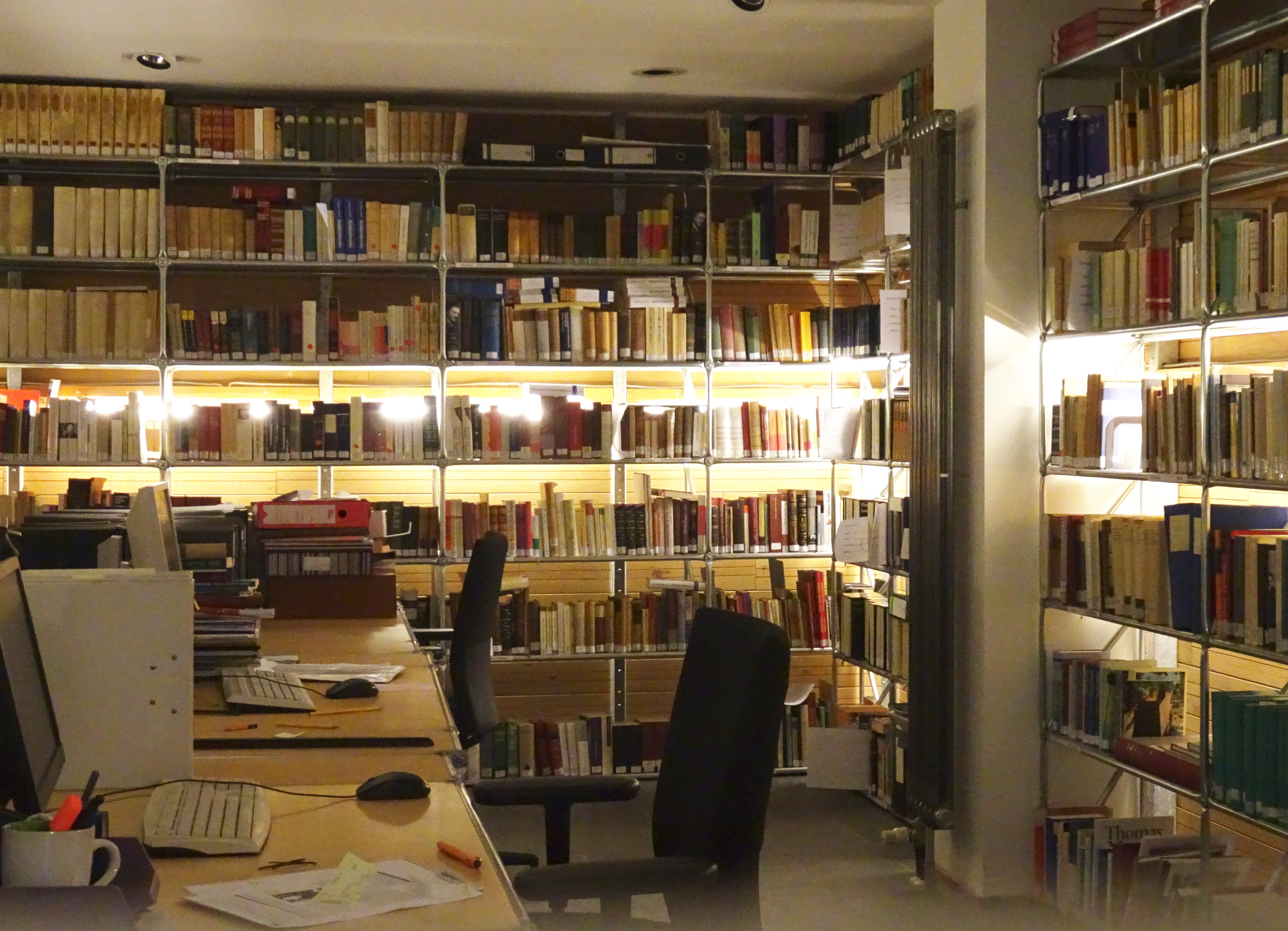
Samuel Fischer-biblioteket
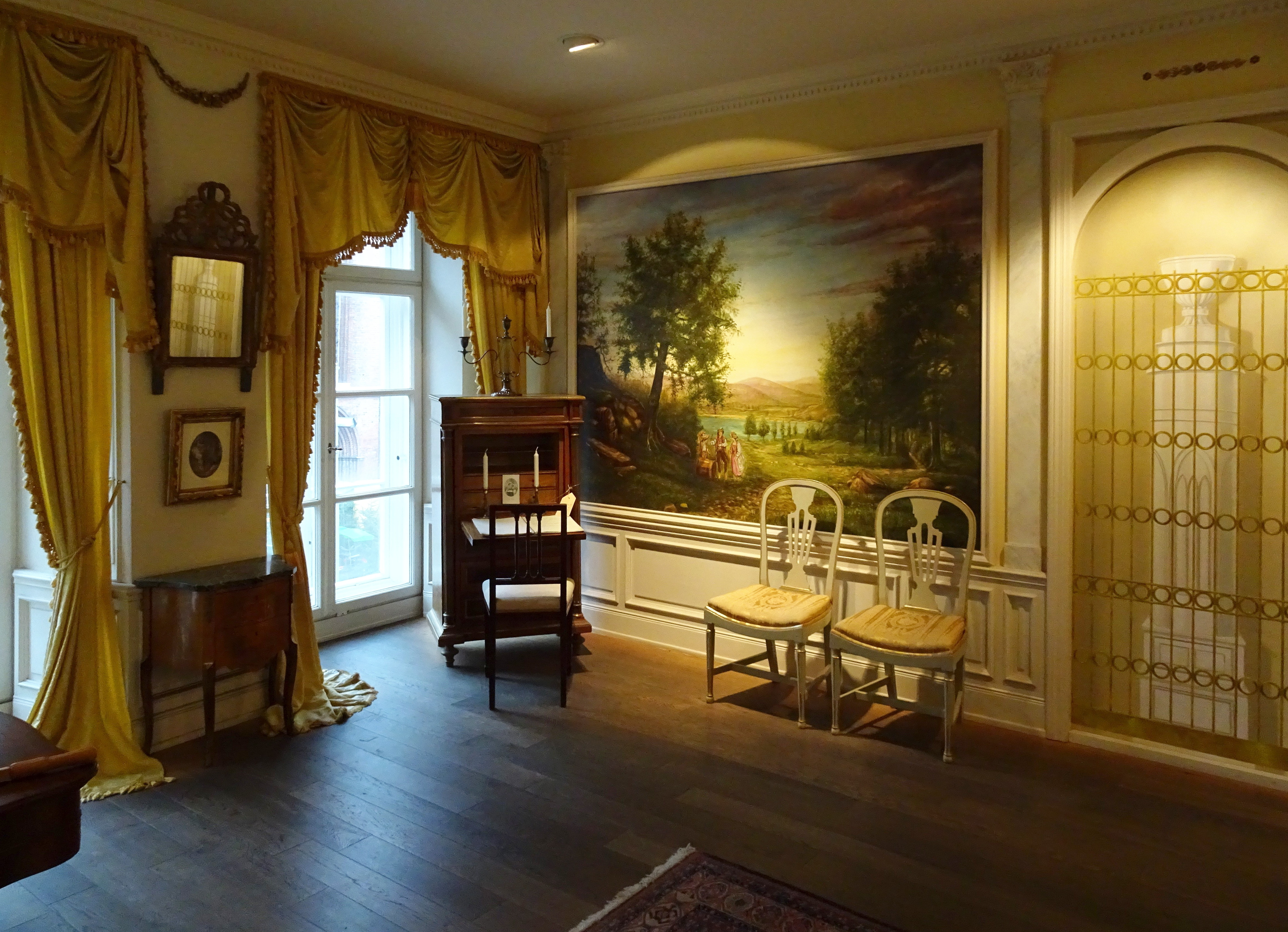
Landskapsrummet (rekonstruktion)
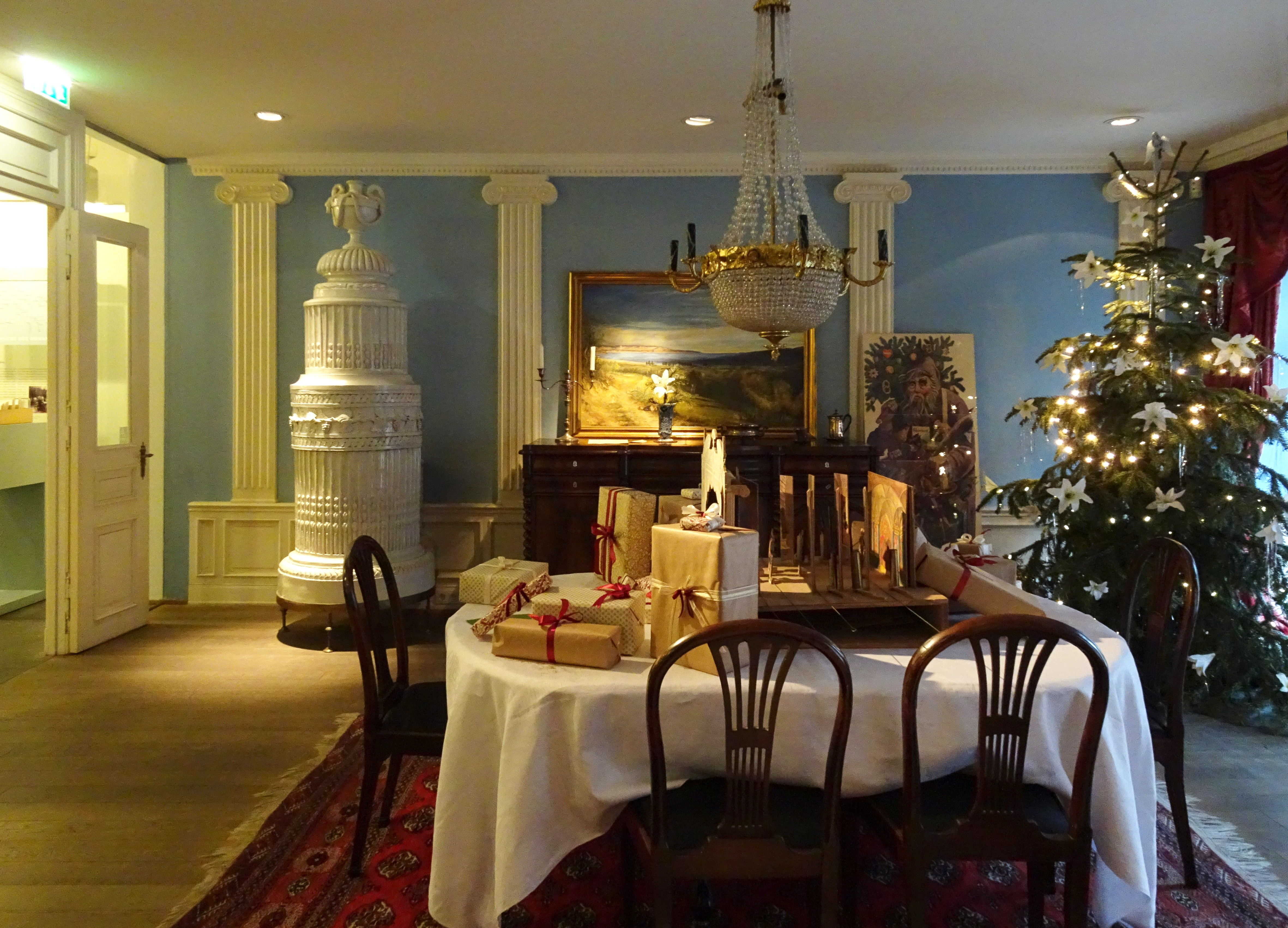
Matsalen (rekonstruktion)